# 포먼트

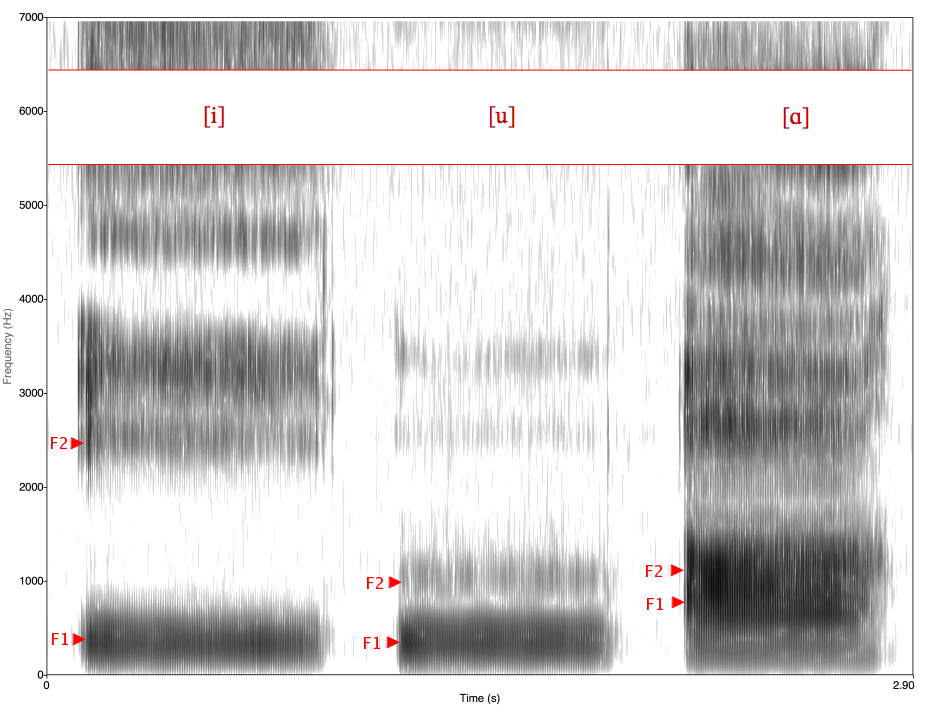
F1 및 F2 형식을 보여주는 미국 영어 모음 [i, u, ɑ]의 스펙트로그램

포먼트(formant)는 음성과학 및 음성학에서 인간 성도의 음향 공명으로 인해 발생하는 광범위한 스펙트럼 최대값이다. 음향학에서 포먼트는 일반적으로 스펙트럼의 넓은 피크 또는 국부적 최대값으로 정의된다. 고조파음의 경우 이 정의에 따르면 포먼트 주파수는 공명에 의해 가장 많이 증폭되는 고조파의 주파수로 간주되는 경우가 있다. 이 두 정의의 차이점은 "포먼트"가 소리의 생성 메커니즘을 특징으로 하는지 아니면 생성된 소리 자체를 특징으로 하는지에 있다. 실제로 스펙트럼 피크의 주파수는 운 좋게도 고조파가 공명 주파수와 정렬되거나 음원이 속삭임이나 보컬 프라이처럼 대부분 비조파인 경우를 제외하고 관련 공명 주파수와 약간 다르다.
방은 공명, 즉 소리가 벽과 물체에서 반사되는 방식으로 인해 특정 방의 특징적인 포먼트를 가지고 있다고 말할 수 있다. 이러한 성격의 룸 포먼트는 예를 들어 앨빈 루시어가 그의 작품 I Am Sitting in a Room에서 활용한 것처럼 특정 주파수를 강조하고 다른 주파수를 흡수하여 스스로를 강화한다. 음향 디지털 신호 처리에서 포먼트 모음(예: 방)이 신호에 영향을 미치는 방식은 임펄스 응답으로 표현될 수 있다.
연설과 방 모두에서 포먼트는 공간 공명의 특징적인 특징이다. 이것들은 음성과 같은 음향 소스에 의해 흥분되고 소스의 소리를 형성(필터링)하지만 소스 자체는 아니다.

## 같이 보기
- 음성 합성
- 음성
- 선형 예측 부호화
- 프라트
- 음색
- 보코더